# Octomeria montana
Octomeria montana är en orkidéart som beskrevs av João Barbosa Rodrigues. Octomeria montana ingår i släktet Octomeria och familjen orkidéer. Inga underarter finns listade i Catalogue of Life.